# Kobresia sibirica
Kobresia sibirica là loài thực vật có hoa trong họ Cói. Loài này được (Turcz.) Boeckeler mô tả khoa học đầu tiên năm 1875.